# Уилсън (окръг, Тексас)
Вижте пояснителната страница за други значения на Уилсън.
Окръг Уилсън (на английски: Wilson County) е окръг в щата Тексас, Съединени американски щати. Площта му е 2095 km², а населението - 32 408 души (2000). Административен център е град Флоресвил.